# 中毒

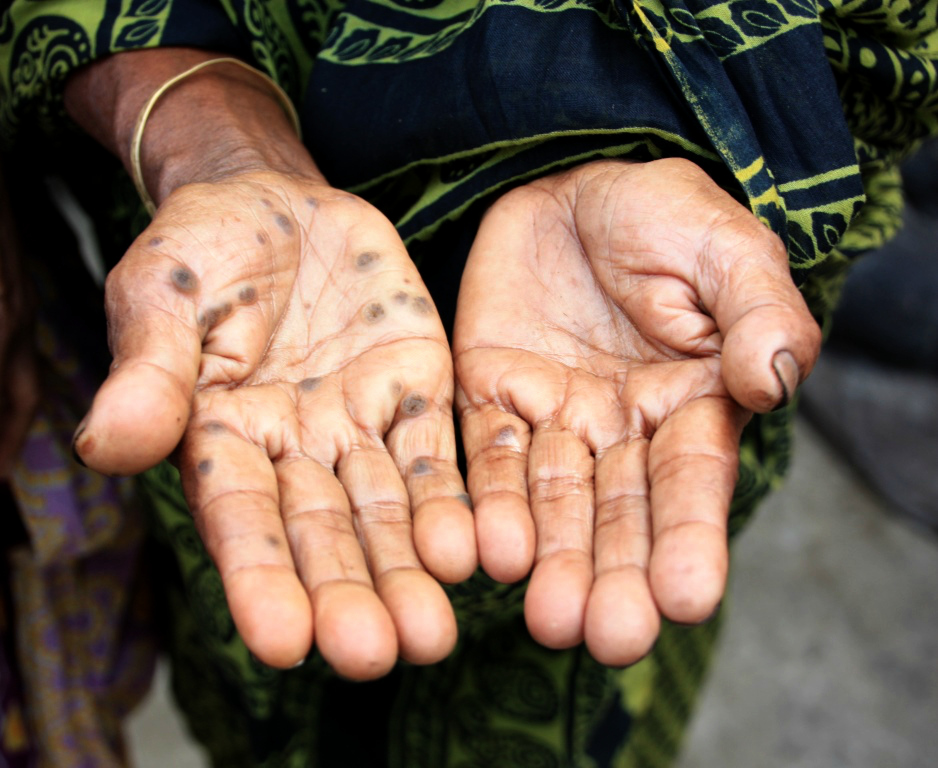
接触砷后出现砷中毒的明显症状

中毒（英語：Poisoning）是指生物體因為吸入、服用、接觸有毒物質或是動物的毒液而出現的危險狀況。毒理學是有關中毒的症狀、機制、診斷及治療的研究及實務。
生物體吸收有毒物質（也就是進入血液中）是系統性中毒的基本條件。相反的，有些物質會腐蝕組織，但生物體不會吸收（例如鹼液），這類會分類為腐蝕性物質，不會分類為有毒物質。一般有毒物質會加上警示用的骷髏畫標誌，但家中許多藥品上面不會標示骷髏畫，但若誤用會有嚴重危害，甚至死亡。一些在法律上不會列為有毒物質，危險性較低的物質，也可能會有醫學上的毒性，或是造成中毒。
急性中毒是指短暫時間接觸有毒物質下所造成的中毒。其症狀會和接觸有毒物質的程度有關。
慢性中毒是指長時間或是多次接觸有毒物質下所造成的中毒，而且其症狀不會在每次接觸有毒物質後就立刻出現。慢性中毒的病患的情形會漸漸變差，或是在接觸有毒物質後一段時間之後才變差。慢性中毒最常出現在接觸會生物累積或是生物放大作用的有毒物質，例如汞、鎘、鉛等。
接觸或是吸收毒物可能會造成身體的損傷，甚至是迅速死亡。若是作用在神經系統的毒物，可能會讓人在幾秒內癱瘓，像一些生物體產生的神經毒素就會有此作用，也有可能為了軍事或是其他用途而人工製造神經性毒劑。
吸入或是攝取氰化物（吸入氰化物是一種在毒气室中執行死刑的方式），會抑制線粒體中製造三磷酸腺苷的酶，因身體因為缺乏能量而死。若是注射異常高劑量的氯化钾（美國一些地方執行死刑的作法），會消除肌肉收缩需要的膜电位，因此心臟很快會停止跳動。
大部份包括殺蟲劑在內的殺生物劑，其製造的原因是為了要除去目標生物體，不過有時也會讓非目標的生物體產生急性中毒或是慢性中毒（二次中毒），這些生物體可能包括使用殺生物劑的人類，以及其他的有益生物。例如除草劑2,4-二氯苯氧乙酸會模擬植物激素的作用，因此對植物有殺傷力。2,4-二氯苯氧乙酸不是毒物，但在歐盟分類中被列為「有害的」（harmful）。
許多歸類為毒物的物質本身沒有毒性，但被身體代謝後會產生有毒性的產物（間接毒性）。例如甲醇本身其實沒有毒，但在肝臟會分解為有毒性的甲醛及甲酸。許多藥物會在肝臟轉換成有毒性的物質，而肝臟的酵素可能會因為遺傳變異而不同，因此許多物質的毒性會因人而異。
若暴露於大劑量的游離輻射下，會產生急性輻射綜合症，也稱為輻射中毒，不過此現象和中毒無關。